# Delias dortheysi
Delias dortheysi is een vlindersoort uit de familie van de Pieridae (witjes), onderfamilie Pierinae.
Delias dortheysi werd in 2002 beschreven door van Mastrigt.